# Laura Spencer-Churchill, Duchess of Marlborough
Frances Laura Spencer-Churchill, Duchess of Marlborough (* 10. August 1915 in London, England, als Frances Laura Charteris; † 19. Februar 1990 ebd.) war eine britische Adlige.

## Biografie
Frances Laura Charteris wurde am 10. August 1915 in London geboren. Ihre Eltern waren Captain Guy Lawrence Charteris (zweiter Sohn des 11. Earl of Wemyss) und Frances Lucy Tennant. Laura, wie sie genannt wurde, hatte drei Geschwister, Ann (in dritter Ehe mit Ian Fleming verheiratet), Mary Rose und Hugo Charteris (Schriftsteller). Im Zweiten Weltkrieg diente sie als Krankenpflegehelferin in der Royal Navy.
Laura war viermal verheiratet und trug dadurch im Lauf ihres Lebens verschiedene Namen und Titel. 1933 heiratete sie Walter Long, 2. Viscount Long. Aus dieser Ehe, die 1942 geschieden wurde, stammt das einzige Kind, eine Tochter, der seinerzeitigen Viscountess Long.
Die zweite Ehe mit William Ward, 3. Earl of Dudley wurde 1943 geschlossen und 1954 geschieden. Während dieser Zeit trug Laura den Titel Countess of Dudley.
Als Nächstes heiratete Laura 1960 Michael Temple Canfield, angeblich ein nichtehelicher Sohn von Prinz George, Duke of Kent mit der US-Amerikanerin Kiki Preston. Canfield war zuvor mit Caroline Lee Bouvier, der jüngeren Schwester von Jacqueline Kennedy Onassis verheiratet. Er starb 1969.
Lauras vierter und letzter Ehemann war John Spencer-Churchill, 10. Duke of Marlborough, den sie 1972 sechs Wochen vor seinem Tod heiratete. Ihr Titel war nun Duchess of Marlborough; nach dem Tod des Duke wurde sie auch Dowager (Witwe) Duchess of Marlborough genannt.
1980 veröffentlichte Laura ihre Autobiografie Laughter from a Cloud. Sie starb am 19. Februar 1990 mit 74 Jahren in London.